# Молленсторф
Молленсторф (нем. Mollenstorf) — посёлок и коммуна в Германии, в земле Мекленбург — Передняя Померания.
Входит в состав района Мюриц. Подчиняется управлению Пенцлинер Ланд. Население составляет 248 человек (на 31 декабря 2007 года). Занимает площадь 11,1 км². Официальный код — 13 0 56 048. Бургомистром коммуны Молленсторф является Аугуст Мут.
В средневековой историографии впервые название Молленсторп было упомянуто в 1548 году. Вполне вероятно, что определение Молленсторп и Молленсторф идентичны, и с 1558 место во всех документах называлось Молленсторф. Церковь впервые упоминается в 1335 году, выполнено в стиле ранней готики в форме квадрата, вокруг которого создается кладбище. Свободно стоящая колокольня стоит на западной стороне церкви, 2 колокола 14-го и 15 Века.
В 1764 году Юстус фон Гундлах приобрел в недвижимости почти весь Молленсторф. Она оставался в собственности семьи Гундлах на протяжении почти двух веков вплоть до 1945 года. В 1923 году посёлок был электрифицирован.

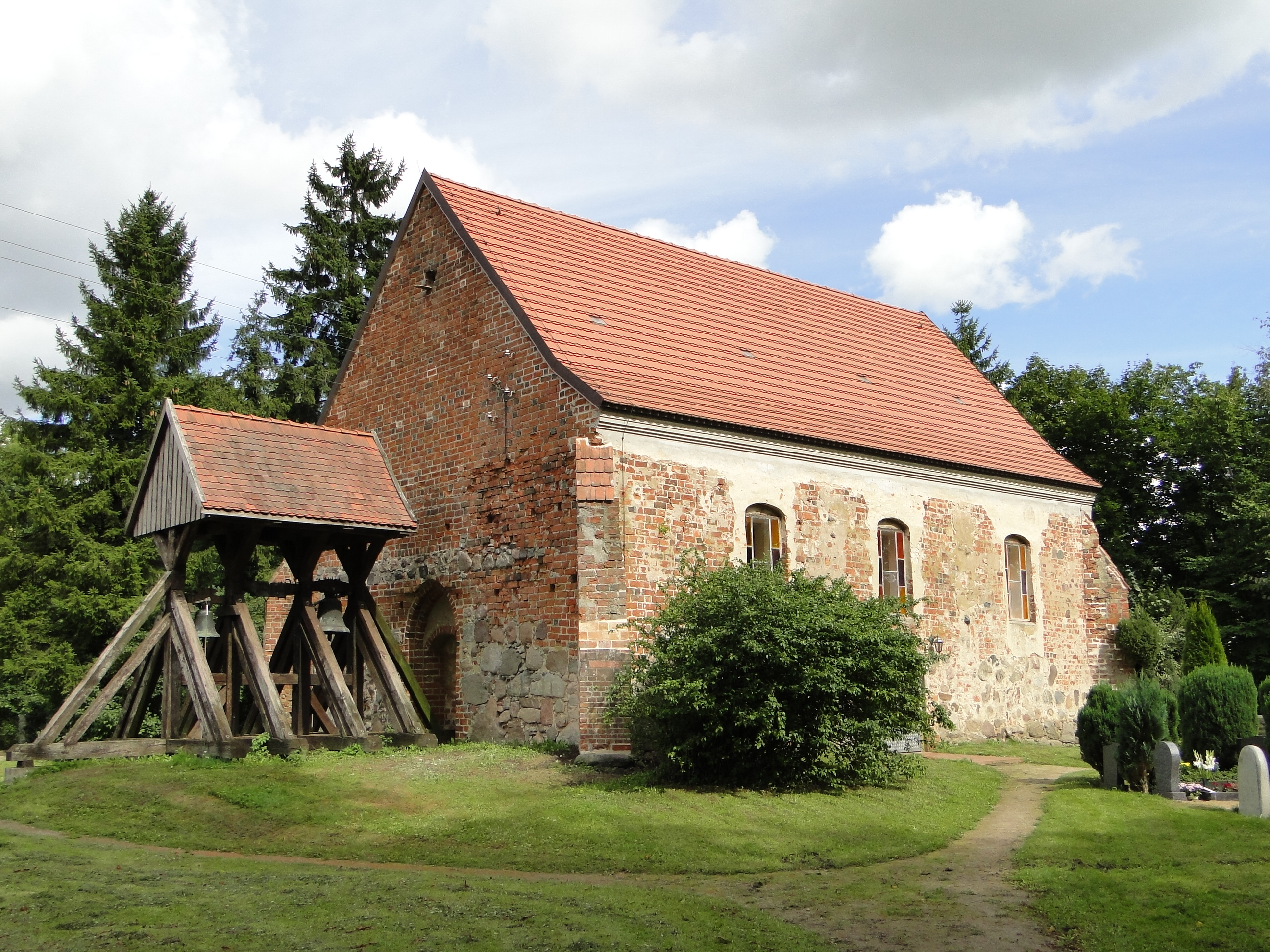
Kirche mit Glockenstuhl
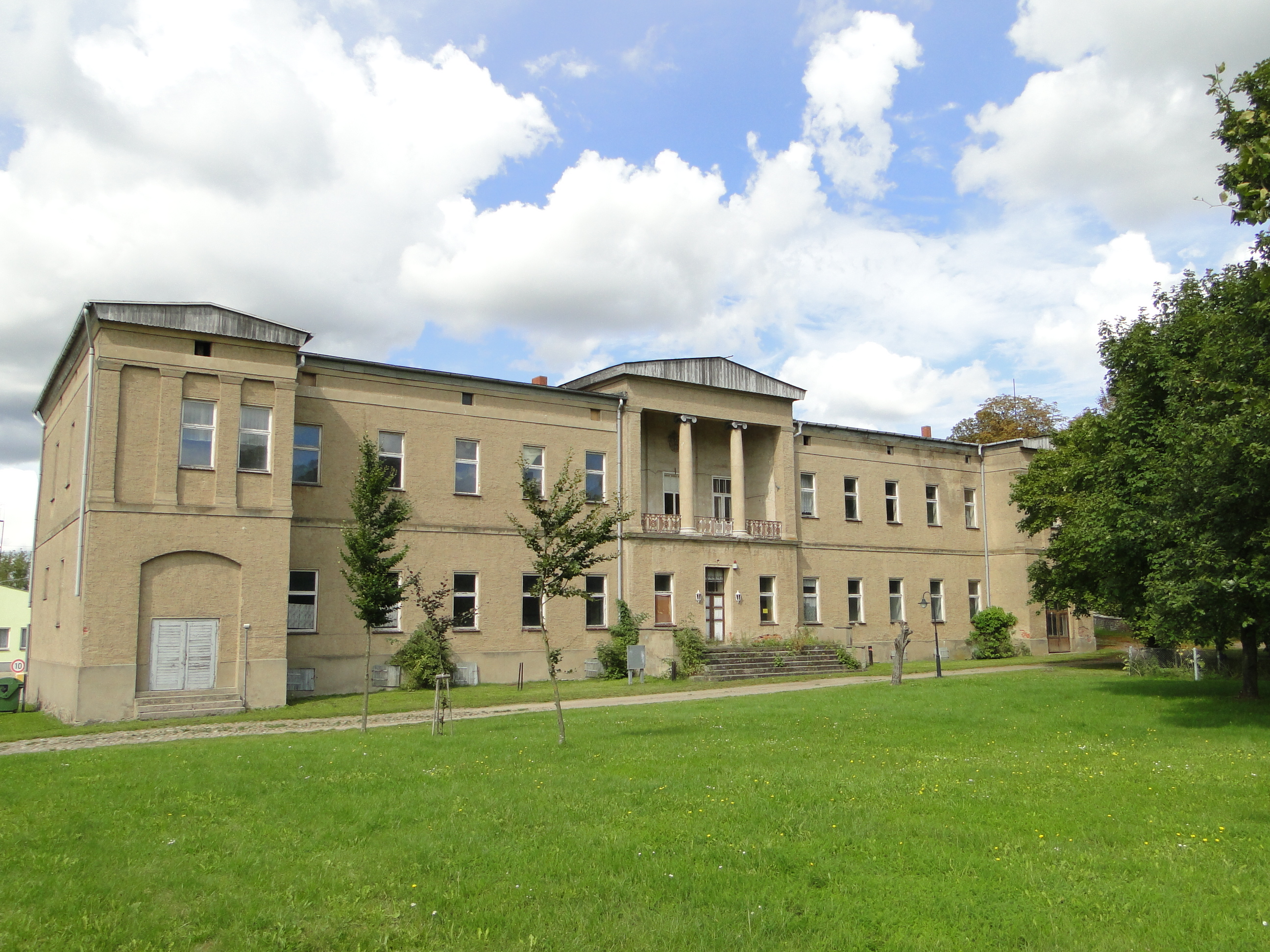
Herrenhaus